# DreamHack Leipzig

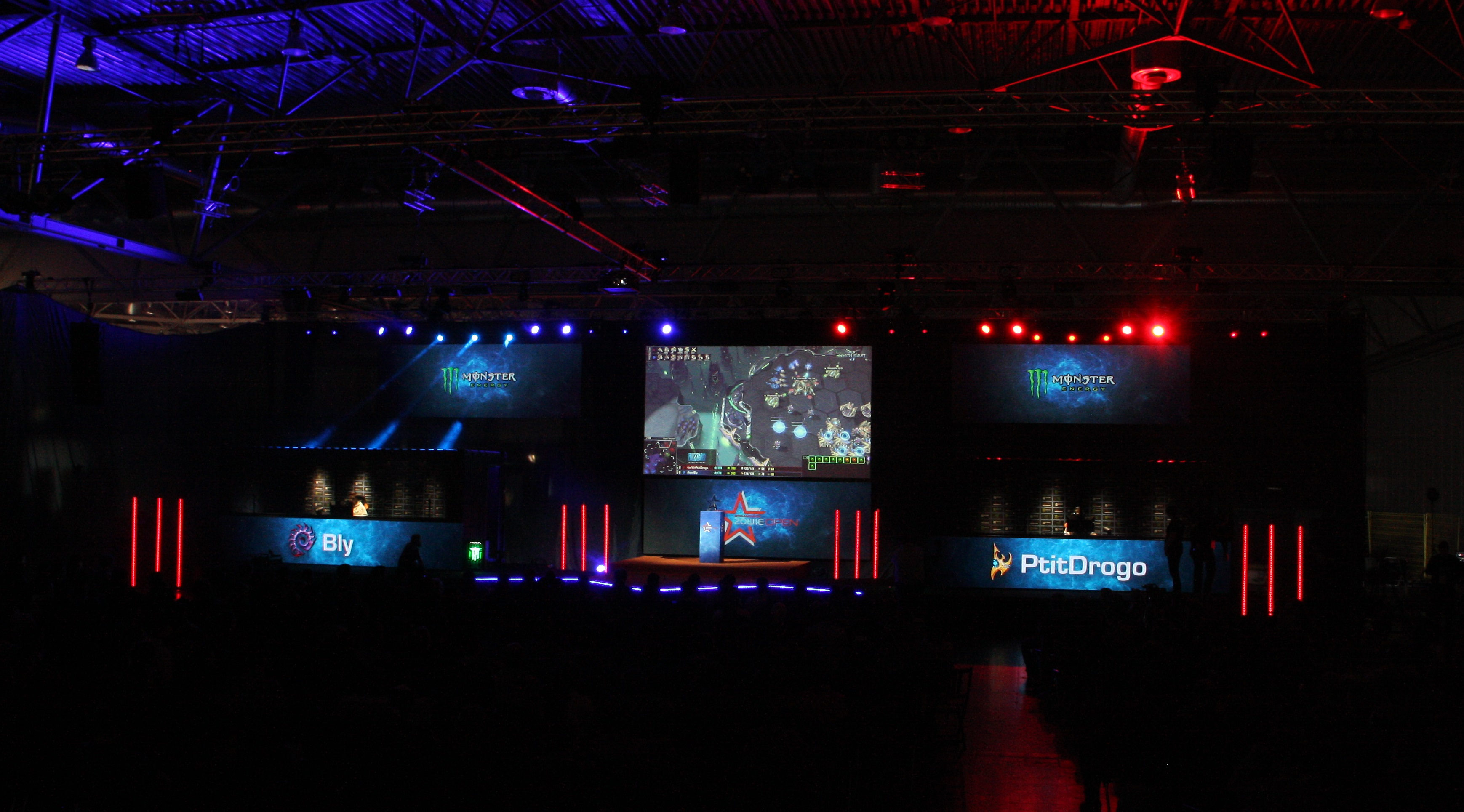
Finale des StarCraft-II-Turniers zwischen "Bly" (Aleksandr Svusuyk) und "PtitDrogo" (Théo Freydière) auf der DreamHack Leipzig 2016

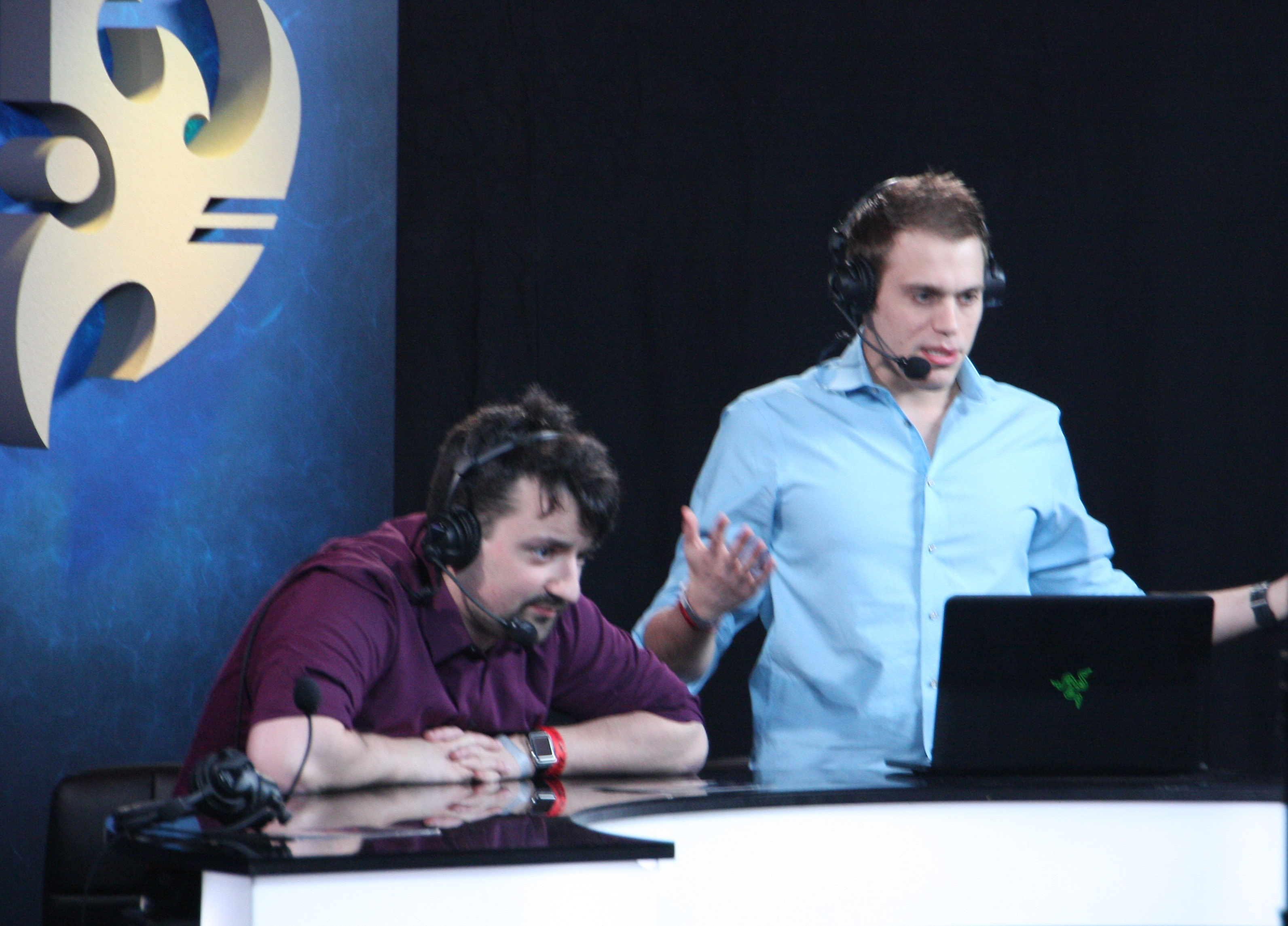
StarCraft II-Kommentatoren "Nathanias" (Nathan Fabrikant, links) und "Rotterdam" (Kevin van der Kooi, rechts) auf der DreamHack Leipzig 2016

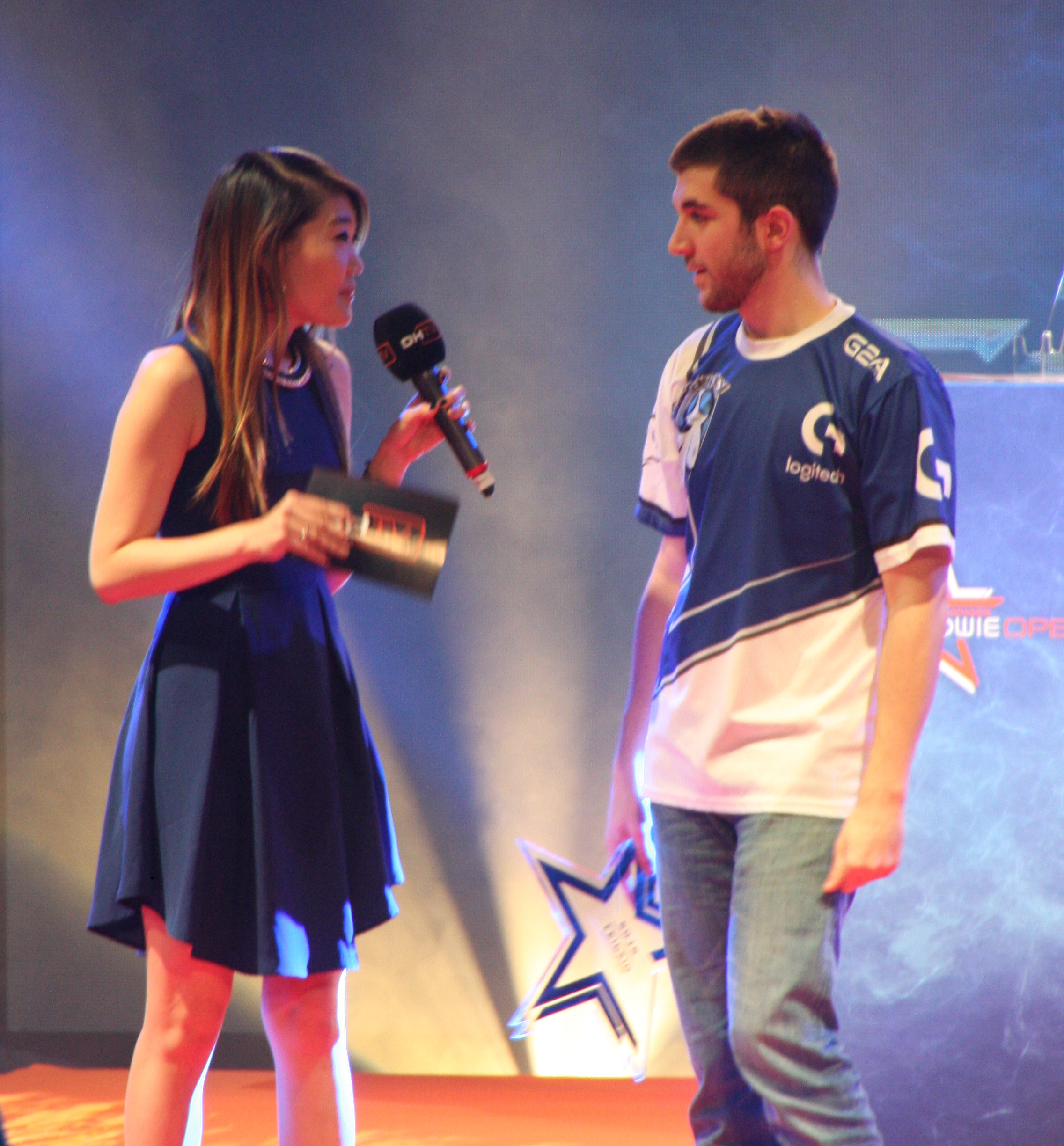
StarCraft II-Spieler "PtitDrogo" (Théo Freydière) im Interview mit "Smix" (Sue Lee) auf der DreamHack Leipzig 2016

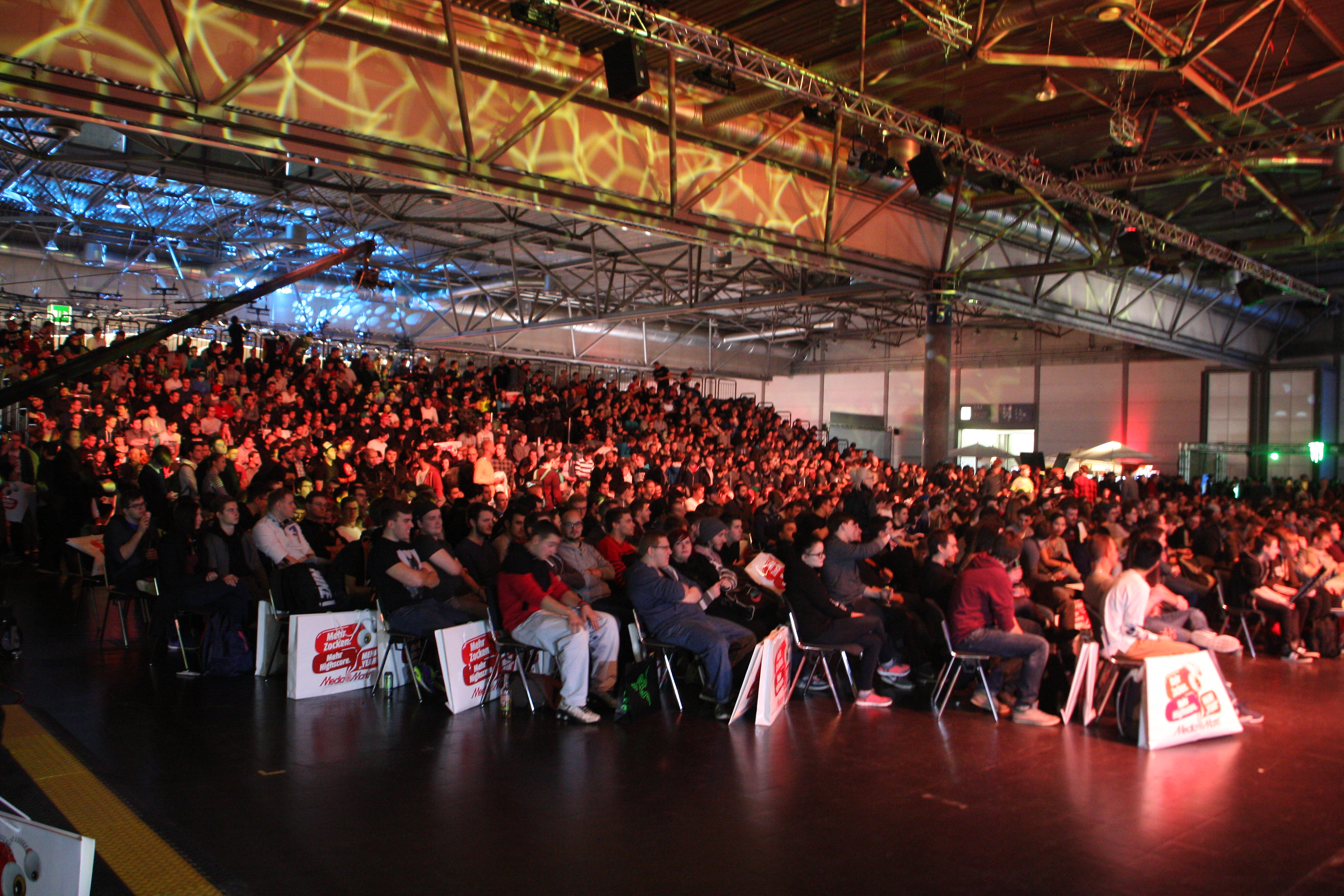
Zuschauer der Counter-Strike-Runde von mousesports gegen Dignitas auf der DreamHack Leipzig 2016

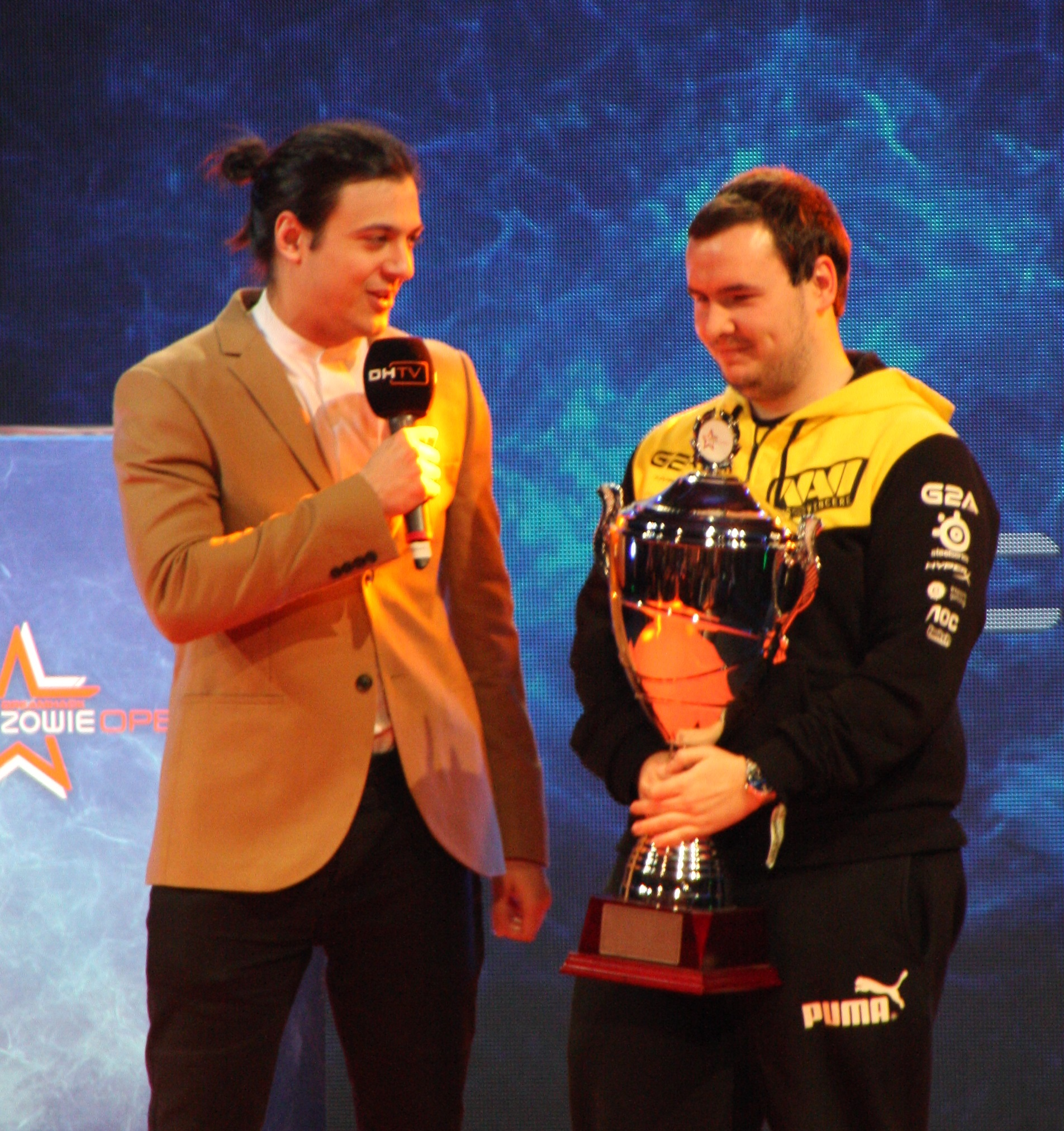
Counter-Strike-Spieler "Guardian" (Ladislav Kovacs) im Interview mit "Mantrousse" (Pala Gilroy Sen) auf der DreamHack Leipzig 2016

Die DreamHack Leipzig war die deutsche Plattform der schwedischen DreamHack, dem weltweit größten digitalen Festival. Auf der Leipziger Messe wurde sie erstmals 2016 veranstaltet und fand bis 2020 jährlich statt. 2021 gab es eine „Home-Edition“ als reine Online-Veranstaltung. Die Nachfolgeveranstaltung in Leipzig ist seit 2023 die Caggtus Leipzig.

## Allgemeine Informationen
Zu den Markenzeichen der Veranstaltung gehörten professionelle E-Sport-Turniere, eine LAN-Party mit vierstelliger Teilnehmerzahl und der Ausstellungsbereich DreamExpo. Der Zutritt zur DreamHack Leipzig war bis 2018 ab 16 Jahren für den E-Sport- und Ausstellungsbereich und ab 18 Jahren für die LAN möglich. Ab 2019 sind Teile des E-Sport- und Ausstellungsbereichs ab 12 Jahren zugänglich. Veranstaltet wurde die DreamHack Leipzig von der Leipziger Messe und Schenker Technologies/XMG als Mitorganisator.

## Programm

### E-Sport-Turniere
Im Rahmen der DreamHack Leipzig finden professionelle E-Sport-Turniere statt, darunter auch die Turnierreihe DreamHack Open. Zu den bisherigen Turnierspielen zählten unter anderem Counter-Strike: Global Offensive, StarCraft II und Hearthstone. 2017 wurde einmalig das The TenTactic Tournament ausgetragen, bei dem zwei Teams in zehn verschiedenen Spielen gegeneinander antraten.

### LAN-Party
Auf der DreamHack Leipzig fand die zu diesem Zeitpunkt größte LAN-Party Deutschlands statt. 2016 spielten 1000 Teilnehmer 56 Stunden lang mit- und gegeneinander. Im darauffolgenden Jahr wurde der LAN-Bereich erweitert. Er erhielt nun eine eigene Halle und 1500 Plätze.

### DreamExpo und DreamStore
An den Ständen des Ausstellungsbereichs DreamExpo stellen Unternehmen und Entwickler der Gaming-Branche ihre Hardware, Equipment und Spiele zum Anschauen und Testen aus. Im Ausstellungsbereich IndieVille können sich unabhängige Entwickler, Start-Ups und Hochschulen präsentieren. Im angrenzenden DreamStore können sowohl Soft- und Hardware als auch Spiele und Merchandising-Artikel erworben werden.

### Cosplay Contest
Auf der DreamHack Leipzig findet jedes Jahr ein großer Cosplay-Wettbewerb statt, bei dem Preise in verschiedenen Kategorien verliehen werden. Die Jury besteht selbst aus Cosplayern. Sie wählt aus allen Bewerbungen die Teilnehmer aus und kürt zur Veranstaltung schließlich die Gewinner. 2016 nahmen 25 Cosplayer teil, 2017 wurde die Zahl auf 30 erhöht.

### StreamArea
In der StreamArea sitzen prominente Streamer überwiegend aus Deutschland und streamen live von der DreamHack Leipzig. Zusätzlich zu den 18 festen Slots für bekanntere Streamer gibt es zwei Wildcard-Plätze, auf denen sich im Laufe des Festivals insgesamt sechs Nachwuchs-Streamer abwechseln. Auf diese Wildcards können sich Streamer im Vorfeld der DreamHack Leipzig bewerben. In einem Meet&Greet-Bereich können Festivalbesucher die Streamer persönlich kennenlernen.

### Pokémon
Seit 2017 finden auf der DreamHack die Pokémon Regional Championships statt, welche nach den International Championships die größten Pokémon-Turnierevents darstellen. Gespielt wurden 2017 das Sammelkartenspiel sowie die Videospiele Pokémon Sonne und Pokémon Mond. Die Turniere wurden in einem separaten Bereich ausgetragen, zu dem auch unter 16-Jährige Zutritt haben.

## Ergebnisse

### 2016

#### Cosplay Contest
(Quelle:)
- Best in Show: Rons Rusty Gear als Soldat der „Sons of Phoenix“ aus „Dustwind“
- Best Armor: Rao C als „Castanic“ aus „TERA – Rising“
- Best Dress: The Cursing German als „Swordsman“ aus „Ragnarok Online“
- Best Painting: Michele Ilona als „Blutelfen-Kriegerin“ aus „World of Warcraft“
- Judges Choice: Horney Boi Costumes als „Chaosbarbar“ aus „Warhammer“

Jury
- Zwillingsnadel (Nelly Süßenguth)
- Ezra Cosplay (Kerstin Field)
- Mowky Cosplay
- Cyehra Cosplay (Katharina Kastian)
- Murmeltierchen Cosplay (Christiane Lennartz)

### 2017

#### Cosplay Contest
(Quelle:)
- Best in Show: Eri als „Saskia die Drachentöterin“ aus „The Witcher“
- Best Armor: Traveling Tine als „Fahrenheit“ aus „Fallout 4“
- Best Dress: Narya Cosplay & Art als „Evie Frye“ aus „Assasins Creed“
- Best Painting: Osterfrosch Cosplay als „Khadgar“ aus „World of Warcraft“
- Best Character Design: Tingilya Cosplay als „Deathwing“ aus „World of Warcraft“
- Entertainer: Karash Cosplay als „Leeroy Jenkins“ aus „World of Warcraft“

Jury
- Zwillingsnadel (Nelly Süßenguth)
- Ezra Cosplay (Kerstin Field)
- Mowky Cosplay
- Cyehra Cosplay (Katharina Kastian)
- Murmeltierchen Cosplay (Christiane Lennartz)

## Ende
Am 7. Oktober 2021 gab die DreamHack Leipzig via Twitter bekannt, das es keine weitere DreamHack in Leipzig geben wird. Auf der Webseite der Messe wurde ein Text veröffentlicht, laut welchem der schwedische Lizenzinhaber DreamHack AB den Vertrag mit der Leipziger Messe nicht fortführen und es keine weitere Auflage der DreamHack Leipzig unter der Regie von Leipziger Messe und Schenker Technologies/XMG geben wird. Im Jahr 2023 etablierte die Leipziger Messe mit der Unterstützung von Schenker Technologies/XMG die Nachfolge-Veranstaltung Caggtus Leipzig.